# بيت بيست
بيت بيست (بالإنجليزية: Pete Best )‏ (و. 1941  م) هو طبال، وموسيقي بريطاني، ولد في تشيناي.

## التعليم
تعلم في Liverpool Collegiate School ‏.

## وصلات خارجية
- بيت بيست على موقع IMDb (الإنجليزية)
- بيت بيست على موقع الموسوعة البريطانية (الإنجليزية)
- بيت بيست على موقع ميوزك برينز (الإنجليزية)
- بيت بيست على موقع إن إن دي بي (الإنجليزية)
- بيت بيست على موقع أول ميوزيك (الإنجليزية)
- بيت بيست على موقع ديسكوغز (الإنجليزية)
- بيت بيست على موقع قاعدة بيانات الفيلم (الإنجليزية)

- بيت بيست في قاعدة بيانات الأفلام على الإنترنت